# Phymorhynchus major
Phymorhynchus major é uma espécie de gastrópode do gênero Phymorhynchus, pertencente a família Raphitomidae.